# Life Is a Circus, Charlie Brown
Life Is a Circus, Charlie Brown é o vigésimo especial de animação do horário nobre baseado na popular história em quadrinhos de Peanuts , de Charles M. Schulz . O especial foi originalmente transmitido na rede CBS no dia 24 de outubro de 1980. E no ano seguinte, ganhou um prêmio Emmy de Melhor Programa de Animação.